# توماس دبليو. كامينغ
توماس دبليو. كامينغ هو صيدلي وسياسي أمريكي، ولد في 1814 في فريدريك في الولايات المتحدة، وتوفي في 13 أكتوبر 1855 في بروكلين في الولايات المتحدة. نشط حزبياً في الحزب الديمقراطي. وقد انتخب عضو مجلس النواب الأمريكي ‏.